# Arsenio González Gutiérrez
Arsenio González Gutiérrez, (Yudego, Sasamón, 9 de març de 1960) és un ciclista espanyol, ja retirat, que fou professional entre 1983 i 1998. En el seu palmarès destaca una victòria d'etapa a la Volta a Catalunya de 1988.
El 2016 es proclamà campió d'Espanya de ciclocròs en categoria màster 50 en el grup B, de més de 55 anys.

## Palmarès
- 1982
  - 1r de la Volta da Ascension i vencedor d'una etapa
  - 1r a la Santikutz Klasika
- 1983
  - Vencedor d'una etapa de la Volta a Cantàbria
- 1988
  - Vencedor d'una etapa de la Volta a Catalunya
- 1989
  - Vencedor d'una etapa de la Gran Premi de Torres Vedras
- 1990
  - Vencedor d'una etapa de la Gran Premi de Torres Vedras
- 1996
  - 1r al Circuit de Getxo
  - 1r a la Clàssica de Sabiñánigo

### Resultats a la Volta a Espanya
- 1983. 33è de la classificació general
- 1984. 50è de la classificació general
- 1985. 35è de la classificació general
- 1986. 43è de la classificació general
- 1991. 52è de la classificació general
- 1992. 24è de la classificació general
- 1993. 23è de la classificació general
- 1994. 24è de la classificació general
- 1996. 36è de la classificació general
- 1997. 47è de la classificació general
- 1998. 31è de la classificació general

### Resultats al Giro d'Itàlia
- 1995. 21è de la classificació general
- 1997. 52è de la classificació general
- 1998. 55è de la classificació general

### Resultats al Tour de França
- 1988. 97è de la classificació general
- 1992. 20è de la classificació general
- 1993. Abandona (3a etapa)
- 1994. 40è de la classificació general
- 1995. 23è de la classificació general
- 1996. 24è de la classificació general
- 1997. Abandona (2a etapa)